# Tobias Sommer
Tobias Sommer, né le 27 novembre 2001 à Starup au Danemark, est un footballeur danois qui évolue au poste de milieu défensif à SønderjyskE.

## Biographie

### En club
Né à Starup au Danemark, Tobias Sommer est formé par le SønderjyskE puis au Vejle BK. Le 23 janvier 2020, il signe son premier contrat professionnel, avec la promesse d'intégrer l'équipe première à l'été 2020.
C'est avec ce club qu'il fait ses débuts professionnels, jouant son premier match le 9 juin 2020, lors d'une rencontre de championnat, face au Skive IK. Il entre en jeu mais son équipe est battue par deux buts à un.
Le 31 août 2021, Tobias Sommer rejoint le Kolding IF sous la forme d'un prêt d'une saison.
Le 19 août 2023, lors du mercato estival, Tobias Sommer quitte le Kolding IF et rejoint SønderjyskE. Il fait son retour dans un club qu'il connait bien pour y avoir passé quelques années dans les équipes de jeunes, et signe un contrat de quatre ans, soit jusqu'en juin 2027.
Lors de la saison 2023-2024, Sommer participe à la promotion du club vers la Superliga pour la saison suivante, le club étant même sacré champion de deuxième division danoise. SønderjyskE retrouve donc l'élite après deux saisons d'absence.

### En sélection
Tobias Sommer représente l'équipe du Danemark des moins de 18 ans, jouant au total trois matchs en 2019.